# Шевелевская (Илезское сельское поселение)
Шевелевская — деревня в Тарногском районе Вологодской области.
Входит в состав Илезского сельского поселения, с точки зрения административно-территориального деления — в Илезский сельсовет.
Расстояние по автодороге до районного центра Тарногского Городка — 65 км, до центра муниципального образования Илезского Погоста — 30 км. Ближайшие населённые пункты — Конторка, Огудалово, Заречье.
По переписи 2002 года население — 125 человек (64 мужчины, 61 женщина). Преобладающая национальность — русские (98 %).